# Fractone
 (avril 2022).
La mise en forme du texte ne suit pas les recommandations de Wikipédia : il faut le « wikifier ».
Les points d'amélioration suivants sont les cas les plus fréquents. Le détail des points à revoir est peut-être précisé sur la page de discussion.
- Les titres sont pré-formatés par le logiciel. Ils ne sont ni en capitales, ni en gras.
- Le texte ne doit pas être écrit en capitales (les noms de famille non plus), ni en gras, ni en italique, ni en « petit »…
- Le gras n'est utilisé que pour surligner le titre de l'article dans l'introduction, une seule fois.
- L'italique est rarement utilisé : mots en langue étrangère, titres d'œuvres, noms de bateaux, etc.
- Les citations ne sont pas en italique mais en corps de texte normal. Elles sont entourées par des guillemets français : « et ».
- Les listes à puces sont à éviter, des paragraphes rédigés étant largement préférés. Les tableaux sont à réserver à la présentation de données structurées (résultats, etc.).
- Les appels de note de bas de page (petits chiffres en exposant, introduits par l'outil «  Source ») sont à placer entre la fin de phrase et le point final[comme ça].
- Les liens internes (vers d'autres articles de Wikipédia) sont à choisir avec parcimonie. Créez des liens vers des articles approfondissant le sujet. Les termes génériques sans rapport avec le sujet sont à éviter, ainsi que les répétitions de liens vers un même terme.
- Les liens externes sont à placer uniquement dans une section « Liens externes », à la fin de l'article. Ces liens sont à choisir avec parcimonie suivant les règles définies. Si un lien sert de source à l'article, son insertion dans le texte est à faire par les notes de bas de page.
- La présentation des références doit suivre les conventions bibliographiques. Il est recommandé d'utiliser les modèles {{Ouvrage}}, {{Chapitre}}, {{Article}}, {{Lien web}} et/ou {{Bibliographie}}. Le mode d'édition visuel peut mettre en forme automatiquement les références.
- Insérer une infobox (cadre d'informations à droite) n'est pas obligatoire pour parachever la mise en page.

Pour une aide détaillée, merci de consulter Aide:Wikification.
Si vous pensez que ces points ont été résolus, vous pouvez retirer ce bandeau et améliorer la mise en forme d'un autre article.
 (avril 2022).

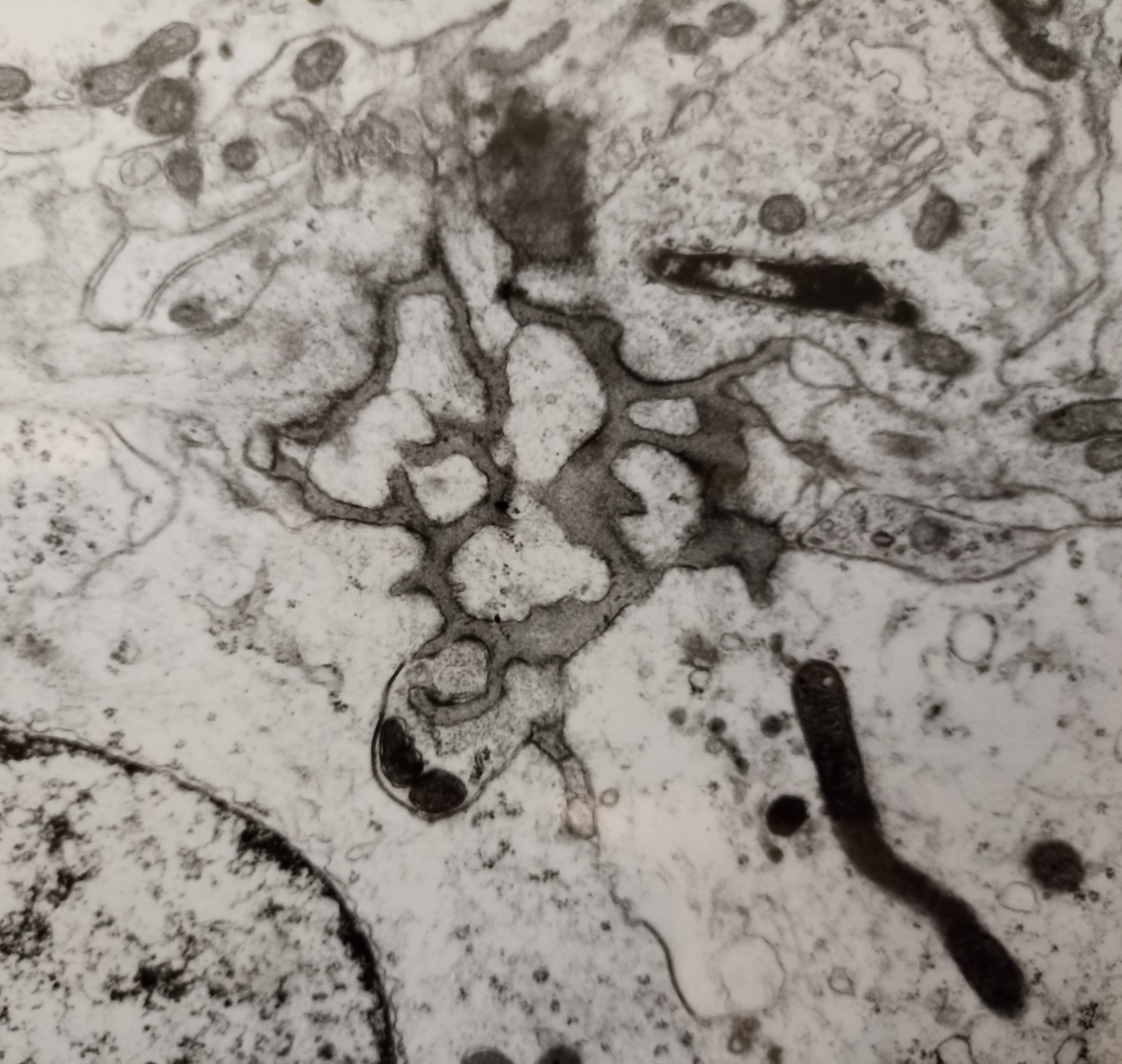
Représentation d'une Fractone en microscopie électronique à transmission, avec sa structure fractale caractéristique

En biologie, les fractones sont des structures faites principalement de laminine et d'héparane sulfate protéoglycanes (HSPG), découvertes pour la première fois dans la niche à cellules souches de la zone subventriculaire du ventricule latéral (SVZa) d'un cerveau de modèle murin,. De récentes études suggèrent leur implication dans la neurogenèse adulte, la gliogenèse et l'angiogenèse. 
Récemment, les Fractones ont été démontrées comme structurellement altérées dans des modèles murins d'autisme, , représentés par des changements importants dans la taille, la forme, la quantité et la composition des héparane sulfate. De plus, des structures de la matrice extracellulaire, similaires aux fractones, ont été démontrées dans des plaques bêta-amyloïde, marqueur effectif de la maladie d'Alzheimer, dans le cerveau de patients atteints de neurodégénerescence.
De manière succincte, ces structures impliquées dans les niches à cellules souches, souvent connectées à celles-ci, jouent un rôle potentiellement vital dans la régulation des facteurs de croissance et de leur (in-)activité, à la fois dans la physiologie et la maladie, en régulant la prolifération, la différenciation et la migration des cellules de l'organisme.

Les Fractones sont aussi impliquées dans la corticalisation durant l'embryogenèse, ainsi que dans le cancer et les maladies neurodégénératives. 

## Historique
Les fractones ont été découvertes pour la première fois en 2002, dans la niche à cellules souches de la zone subventriculaire du ventricule latéral (SVZa) d'un cerveau de souris, par le Dr Frederic Mercier,. Le terme de Fractone est un dérivé de fractal, un phénomène naturel dépeint par Benoît Mandelbrot en 1975 et exprimant une structure similaire à toute échelle. Originellement découvertes dans les zones neurogéniques du cerveau, les Fractones ont récemment été caractérisées dans de nombreux organismes, tels que les plantae, fungi, animaux invertébrés et vertébrés.

Alors que la découverte des Fractones marquaient un tournant dans l'étude du cerveau et des neurosciences, ainsi que la compréhension des niches à cellules souches dans le cerveau de mammifères, d'autres projets ont vu le jour sur différents organes, et les Fractones sont en réalité impliquées dans la physiologie mais aussi de nombreuses pathologies. On peut notamment citer leur forte réduction dans le phénomène de l'autisme,, mais aussi leur surreprésentation dans l'inflammation, le cancer et d'autres pathologies.

## Propriétés
Les Fractones sont des structures composées de protéoglycanes, principalement la Laminine et les Héparane Sulfate Protéoglycanes (HSPG). Les différents modèles de sulfatation et de longueur de chaîne chez les Héparane sulfate sont responsables de multiples voies physiologiques, notamment dans les liaisons de facteurs de croissance, dans l'embryogenèse, le cancer et les maladies neurodégénératives.

La partie Héparane Sulfate des fractones est responsable de la liaison des facteurs de croissance, de leur rétention et de leur relargage dans la matrice extracellulaire. De plus, les fractones sont toujours reliées aux cellules par des prolongements cytoplasmiques, se connectant ainsi à pas moins d'une vingtaine de cellules par fractone, qui agit en tant que tour de contrôle de ces cellules liées.

## Physiologie
Les Fractones sont des structures de la matrice extracellulaire découvertes dans la zone neurogénique du cerveau. Elles sont principalement composées de Laminine et d'Héparane sulfate. Ces protéoglycanes vont fixer les facteurs de croissance dans la matrice extracellulaire pour réguler la prolifération, la différenciation et la migration des cellules souches associées, phénomène déjà démontré dans la zone neurogénique du cerveau. Le rôle principale de ces structures, liées à une vingtaine de cellules différentes, est d'agir en tant que contrôleur pour la prolifération, la différenciation et la migration des cellules.

## Développement Embryonnaire
Les Fractones ont été caractérisées dans le développement d'embryons de souris sous la forme de points de laminine et/ou HSPG. Elles adoptent différentes formes et compositions à chaque étape de l'embryogenèse, du stade 2-cellules jusqu'au post-natal. De récentes études ont confirmé que les fractones jouaient un rôle-clé dans la mise en place de la corticalisation et l'établissement de la zone subventriculaire, agissant par ailleurs en tant que régulateur de la corticogenèse.

## Cancer
De récents travaux suggèrent l'implication de Fractones omniprésents dans le cancer. Les Fractones sont perçues comme étant des pré- ou post-membranes basales. L'analyse de biomarqueurs des Fractones dans des patients atteints de glioblastome, carcinome de l'estomac et de l'intestin, ainsi que de tumeurs du foie, du pancréas, du poumon et de l'ovaire, ont révélé de nombreuses Fractones, au lieu de membranes basales généralement absentes. Ceci indique des changements du microenvironnement tumoral qui pourraient relier les cellules tumorales et promouvoir leur prolifération caractéristique.

## Maladies Neurodégénératives
Les Fractones pourraient avoir été dépeintes dans la maladie d'Alzheimer, par leur représentation classique de points de laminine et/ou HSPG. Des plaques bêta-amyloïde associées à des points de laminine et d'Héparane sulfate ont été observés dans plusieurs sources, sans avoir encore été associées aux Fractones.